# Ben Azzouz
Pour les articles homonymes, voir Azzouz.
Ben Azzouz est une commune chef lieu de  Daira , de la wilaya de Skikda en Algérie.

## Géographie
Elle est située à 48 Km à l'ouest de la wilaya de Annaba, 50 km au  nord de la wilaya de Guelma et 65 km à l'est de la wilaya de Skikda.[réf. nécessaire]